# Catapilla
I Catapilla sono stati una formazione di progressive rock nata nel 1970 e originaria di Londra.

## Stile
La band ha un suono particolarmente originale e distintivo rispetto a tutti i gruppi dell'epoca, grazie anche all'insolita formazione a sette (con due fiati) e ai brani in forma di suite non strutturata. La loro musica, con l'energica voce di Anna Meek (che molte volte improvvisa), crea delle atmosfere inquietanti e mistiche e ha uno stile essenzialmente jazz rock con molti ritmi funky sostenuti da lunghissimi assoli di chitarra e sax che vanno ad intrecciarsi in un vortice di voci differenti.

## Formazione
- Anna Meek -  voce
- Robert Calvert - fiati
- Hugh Eaglestone - fiati
- Graham Wilson - chitarra
- Thiery Rheinhart - wind instruments
- Dave Taylor - basso
- Malcolm Frith - batteria

### Musicisti aggiunti
- Ralph Rolinson - tastiere
- Carl Wassard - basso
- Bryan Hanson - batteria

## Discografia
- 1971 - Catapilla (Vertigo, 6360 029)
- 1972 - Changes (Vertigo, 6360 074)